# Antoni Prunera
Antoni Prunera,nascut al darrer terç del segle xv, fou un eclesiàstic de Barcelona

## Biografia
Antoni Prunera va ser nomenat rector de l'Estudi General de Barcelona.
, càrrec que va exercir entre 1533 i 1535, i de l'1 d'agost de 1544 al 31 de juliol de 1545. També va ser-ne Canceller entre l'1 d'agost de 1536 i el 31 de juliol de 1537.
, i tresorer entre 1549 i 1550.
Va morir al segle xvi.